# Giovanni Battista Alouisi
Giovanni Battista Alouisi, také Aluisi (okolo 1600 Bologna, Itálie – 20. března 1665 Brno, Markrabství moravské) byl italský kněz a barokní skladatel duchovní hudby. Byl členem katolického minoritského řádu.

## Život

### Působení v Itálii
Za skladatelovo rodiště se dá poměrně jistě považovat Bologna. On sám byl na toto italské centrum vzdělanosti a umění zřejmě velmi hrdý, protože na valné většině rukopisných či tištěných pramenů je za jeho jménem uvedena italská nebo latinská forma jeho původu „da Bologna/Bononia“. Ještě po jeho smrti můžeme ve výčtu zesnulých osob číst „Aloysius Baptista Bononensis“. Datum narození není známo, dá se však předpokládat, že to bylo někdy kolem roku 1600.
O skladatelově mládí a dospívání prozatím nemáme žádné konkrétní informace kromě toho, že se stal členem (františkánského) řádu Menších bratří konventuálů (jinak minoritů) ve svém rodišti Bologni. Jeho prvním známým hudebnickým postem bylo místo varhaníka v bazilice sv. Antonína v Padově, nazývané místními lidmi zkráceně „il Santo“. Je velmi pravděpodobné, že toto místo získal právě díky členství v řádu minoritů, neboť padovská bazilika stála v těsném sousedství jejich kláštera.
Dalším Alouisiho působištěm bylo severoitalské městečko Sacile poblíž Udine. Poprvé je zde jeho pobyt doložen na jaře roku 1627, kdy sem byl vyslán svým řádem jako kazatel pro postní období (predicatore quaresimali), aby uspokojil duchovní potřeby věřících a připravil je na nejdůležitější období církevního roku, tedy Velikonoce. Tato služba zřejmě nebyla ničím výjimečná a mladí řeholníci ji brali jako určitý typ misie. Prozatím však není jasné, proč směřovaly jeho kroky právě sem. Alouisiho pastorační činnost v Sacile byla zřejmě natolik výrazná, že udělala velký dojem na místní městskou radu, výsledkem čehož byla nabídka zastávat uprázdněný post kapelníka zdejší katedrály sv. Mikuláše. Tento post byl velmi fyzicky i psychicky náročný, protože obnášel celou řadu hudebních povinností.
Koncem léta 1628 zažádal Giovanni Battista Alouisi (výslovnost Džovany Batysta Alojzi) o uvolnění ze své funkce kapelníka katedrály v Sacile, aby mohl odcestovat do Prahy, kde si chtěl dokončit své teologické vzdělání. Na odškodněnou nabídl představeným své skladby, což mohl být logicky jeho první opus Celestis Parnasus a následující tisk Celeste Palco.
Způsob, jakým se Alouisi dostal do čerstvě vzniklé pražské bohoslovecké koleje sv. Bonaventury, mohl mít v zásadě dvě vysvětlení. Tato instituce se nacházela v minoritském klášteře sv. Jakuba a minorité ji také spravovali. Možnost završit zde svá studia teologie mohl tedy Alouisimu zprostředkovat jeho domovský řád. Druhá cesta mohla vést přes protektora této koleje, pražského arcibiskupa Arnošta Harracha. Skladatel mu totiž věnoval svůj třetí opus Harmonicum Coelum.

### Působení na Moravě
Přestože od příchodu do Prahy až do roku 1635 nemáme o Alouisim jediný přímý důkaz o jeho pobytu v českých zemích, následující životní kroky čerstvého magistra teologie lze vyvodit z pozdějších pramenů. Snad jeho nejdůležitějším životním rozhodnutím, a to jak v dobrém, tak v záporném slova smyslu, byl jeho vstup do služeb tehdejšího olomouckého biskupa, kardinála a knížete Františka Dietrichsteina. Jak k tomu došlo a kdo kardinálovi italského hudebníka doporučil, zůstává bez vysvětlení. Vzhledem k dobrým osobním vztahům mezi biskupem Dietrichteinem a pražským arcibiskupem hrabětem Harrachem to mohl být protektor koleje, kde Alouisi studoval, avšak v korespondenci obou církevních hodnostářů se o něčem takovém prozatím nepodařilo nalézt zmínku.
K tomu, že se Giovanni Battista Alouisi dostal na Moravu, mohl přispět i jiný impuls. Roku 1631 přivedl kardinál Dietrichstein do Mikulova piaristy z Itálie, aby pozdvihli zdejší vzdělání a kulturu. Dietrichstein založil v Mikulově piaristické gymnázium a dal podnět ke vzniku loretánského a václavského semináře, kde podporoval rozvoj duchovní hudby. Zahájil řadu stavebních úprav svého sídla a jeho bezprostředního okolí. V Mikulově začali působit význační fundátoři a vzdělanci jako byli hrabě František Magnis, hrabě Adolf z Althanu, významný vlámský teolog Jan Křtitel (Baptista) Gramay či italský hudebník Carlo Abbate. Během krátké doby se toto jihomoravské město stalo centrem manýristické a raně barokní kultury. Není zřejmě náhoda, že s příchodem piaristů se časově shoduje také Alouisiho vstup do dietrichsteinských služeb. Z pozdější korespondence víme, že skladatel měl kontakty přímo se zakladatelem a představeným piaristického řádu Josefem Kalasánským, není však jasné, zda se tato vazba vytvořila až v Mikulově, anebo již dříve. Ve druhém případě totiž mohli dát podnět k jeho odchodu do Mikulova samotní piaristé. O tak vysoce vzdělaného krajana by při zdejším nedostatku vzdělávacího aparátu jistě projevili zájem. Jako nejpravděpodobnější se však jeví varianta, že kardinál se o této osobě, která měla již hudební a duchovní renomé, někde dozvěděl a přímo mu nabídl místo hudebního prefekta a italského sekretáře, aniž by si Alouisi musel tyto posty postupně vydobýt.
Roku 1635 se Alouisi stal na jeden rok kvardiánem v brněnském minoritském klášteře s kostelem sv. Janů. V té době zde byla značná převaha italských minoritů, z nichž většina odešla roku 1639. Kromě toho zdejší klášter obohatil Alouisi i o svůj majetek.
19. září 1636 zemřel v Brně náhle olomoucký biskup, kardinál František Dietrichstein. Tato skutečnost vyvolala logicky mnoho otazníků týkajících se jeho nástupců, dědiců a problémů s tím spojených. Stejnou otázku musel nepochybně řešit také Dietrichsteinův hudební prefekt, sekretář a teolog Alouisi, který v něm po svém příchodu na Moravu našel štědrého zastánce a pána. Vzhledem k postavení, jakého zde Alouisi dosáhl, určitě zvažoval své další kroky a přemýšlel, zda setrvat pod křídly dietrichsteinského rodu, anebo rozvíjet svou slibnou kariéru jinde.
Dědic Mikulovského panství, kníže Maxmilián si cenil Alouisiho zásluhy v dřívější službě u svého strýce a ponechal si ho u svého dvora i nadále. Vliv na toto rozhodnutí mohla mít i obdarovaná Anna Marie. Alouisi už sice nebyl v nejvyšší hudební pozici u dvora, ale na jeho nadání v tomto oboru nikdo nezapomněl, ani on sám. Důkazem toho je svým obsahem jedinečná sbírka deseti mariánských litanií nazvaná Vellus Aureum, která vyšla v Benátkách 1640 s věnováním knížeti Maxmiliánovi. Její dokončení je uvedeno v Mikulově 2. srpna 1640 a svým zaměřením je určena pro tamní potřeby. Pro nás je tato sbírka také důkazem dobrých vztahů mezi Maxmiliánem a skladatelem, neboť vidíme, že kníže si jeho hudebních schopností stále vážil, když neváhal investovat do nového titulu.
Po vydání sbírky Vellus Aureum začíná Alouisiho zájem o hudbu upadat a kromě sekretářských a jiných administrativních povinností vrhá postupně více a více úsilí do pastorační činnosti na mikulovském panství. Je otázkou, zda to bylo jeho vlastní rozhodnutí, nebo ho k tomu přinutily okolnosti. Pokud šlo o první možnost, mohlo to souviset s uvědoměním si svého duchovního vyvolení (koneckonců poslání kazatele a svého druhu misionáře bylo také důvodem, díky němuž se kdysi ocitl v Sacile). Nedostatek katolických kněží byl na Moravě v této době ještě stále velmi citelný – jak uvádí Pavel Balcárek, na moravském území bylo tehdy 636 far, ale pouze 257 duchovních. Prostředí Mikulova a jeho okolí s úchvatnou dominantou pálavských vrchů asi přirostlo zde usazenému Italovi natolik k srdci, že je nedokázal opustit a svou pastorační činnost pochopil jako doživotní duchovní poslání. Je ale také možné, že plat dietrichsteinského sekretáře se postupně snižoval natolik, že Alouisiho k tomuto kroku přinutila materiální situace. To by však nevysvětlovalo, proč nezkusil štěstí někde jinde. Z tohoto pohledu se nabízí hypotéza, zda ho k tomu nepřinutil zdravotní stav, či jiné tělesné problémy, díky nimž si již netroufal na další zásadní životní změnu. Délka života, kterou měl v té době ještě před sebou, ani náročnost jeho povolání by tomu však nenasvědčovala.
První doklad o Alouisiho volbě dráhy duchovního správce je z 15. listopadu 1643, kdy převzal plat za půl roku své farářské služby v Dolních Kounicích a sousedním Pravlově. Dolní Kounice byly zřejmě jeho prvním působištěm, na dokladu se podepisuje jako „Fr. Io: Bapta. Alouisius min. Con. Parochus in Kanitz et Pralitz“.
Jeho farářská služba nebyla vůbec jednoduchá – byla to doba vpádu Švédů na Moravu. Švédové byli z Mikulova vytlačeni až za rok, 2. dubna 1646, a to spojenými vojsky L. Raduita de Souches a Ferdinanda z Lichtenštejna. Zřejmě až poté se Alouisi vrátil do své farnosti, kde se však nezdržel dlouho, pokud vůbec, protože ještě téhož roku mu byla přidělena farnost Perná, pod kterou spadal i Mušov. O jeho působení v této vesničce na úpatí Pálavy již máme dostatek zpráv k tomu, abychom mohli zkonstatovat, jak moc mu na nové farnosti záleželo. V Perné založil farní kroniku a byl jedním z hlavních iniciátorů stavby kaple sv. Antonína a Pankráce nad vesnicí, která byla vysvěcena roku 1652 a stála zde až do roku 1782. O Pernou jeví zájem i později, kdy už zde nepůsobil. Ve svých dopisech se snaží neustále upozorňovat Ditrichštejny na nešvary, týkající se zacházení s farním majetkem a velmi vehementně bojuje za osobu, která je dle jeho názoru nejvhodnějším adeptem na nového duchovního.
Nejspolehlivější obraz o Alouisiho kněžském životě si můžeme učinit z posledního a zároveň nejdelšího období, kdy byl od 20. října 1653 farářem v Dolních Věstonicích, pod které patřily také Horní Věstonice, Strachotín a Pavlov. Zde působil až do roku 1665, kdy v lednu odcestoval jako nemocný muž do Brna. V brněnském minoritském klášteře ho pak čekaly již jen dva měsíce života.
Podle několika řádových pramenů byly jeho dny sečteny 20. března 1665. Záznam o úmrtí v minoritském Nekrologiu zní: „A.[dmodum] R.[everendissimus] P.[ater] M.[agister] Aloysius Baptista Bononensis Diffinitor Perpetuus, Cardinalis à Dietrichstein Theologus et Capellae Magister Quardianus Brunae“.
Tělo zesnulého bylo s největší pravděpodobností uloženo v areálu kláštera, ačkoli prozatím se stále nepodařilo dohledat, kde konkrétně. 